# کیش جلیلی
کیش جلیلی (انگلیسی: Galilean faith) اصطلاحی است که توسط برخی از مردم جهان باستان (به ویژه امپراتور روم، ژولیان برای اشاره به مسیحیت استفاده می‌شد. شهر ناصره (محل کودکی عیسی در جلیل واقع شده‌است؛ بنابراین پیروان مسیح را جلیلی می‌نامیدند. جلیل بخشی از استان‌های روم یهودیه بود. دلیل این اصطلاح به حاشیه راندن مسیحیت و نشان دادن این بود که مسیحیت از منطقه کوچکی آمده‌است، مذهبی که فقط اهمیت محلی دارد. به همین ترتیب، عیسی به جای «مسیح» (برگرفته از کلمه یونانی «مسح شده») در این زمینه «ناصریه» یا «ناصری» خوانده شد (تأکید دیگری بر منشأ جغرافیایی و نشان دادن اهمیت محلی).
این اصطلاحات به عنوان بخشی از مبارزه ایدئولوژیک علیه دین جدید، که به عنوان یک تهدید تلقی می‌شد، استفاده می‌شد. با گذشت زمان، نام اصلی واقعی معنایی تحقیرآمیز را جذب کرد، که با وجود گسترش آن در سراسر امپراتوری روم، همچنان از آن به عنوان یک دین محلی یاد می‌شود. این اصطلاحات در متون متعددی به چشم می‌خورد که از جهاتی با جنبه‌های مختلف دین جدید در تضاد بودند و خطاهای الهیاتی، تضادها، یا تصور نادرست کلی از ایمان را نشان می‌دادند. استفاده از این اصطلاحات در اواخر دوران باستان عموماً به منظور تضعیف دین، کسب مزیت فقط با نامگذاری، قبل از هرگونه استدلال بود.
فیلسوف رواقی‌گری اپیکتت در گفتارهای خود (حدود ۱۰۸ میلادی) از اصطلاح کیش جلیلی استفاده می‌کند.